# Ariétides

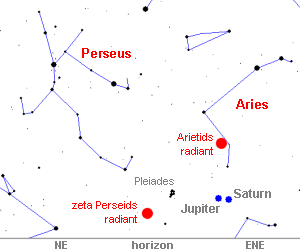
Aspect du ciel côté est à 5:00 am le 7 juin 2000 à partir d'un site d'observation situé à une latitude nord moyenne.

Les Ariétides sont une pluie de météores intense qui dure du 22 mai au 2 juillet chaque année, avec un maximum le 7 juin. Les Ariétides ainsi que les Zêta perséides (en) sont les plus fortes pluies de météores diurnes de l'année. 

## Origine
La source des pluies n'est pas connue avec certitude ; cependant les astronomes suspectent qu'elles proviennent de l'astéroïde (1566) Icare,, bien que l'orbite corresponde également à celle de la comète 96P/Machholz.

## Observation
Découvertes à l'observatoire de Jodrell Bank en Angleterre durant l'été 1947, les pluies se produisent lorsque la Terre passe au travers d'une zone dense de deux essaims météoritiques interplanétaires, produisant une moyenne de 60 étoiles filantes par heure, qui semblent provenir dans le ciel des constellations du Bélier et de Persée. 
Cependant, comme les deux constellations sont très proches du Soleil lorsque ces pluies atteignent leur maximum, ces dernières sont difficiles à voir à l'œil nu. Certains des météores précoces sont visibles durant les premières heures du matin, habituellement une heure avant l'aube. 
Les météorites entrent dans l'atmosphère de la Terre avec une vitesse d'environ 39 km/s.